# Nižná Jablonka, Humenné
Nižná Jablonka este o comună slovacă, aflată în districtul Humenné din regiunea Prešov. Localitatea se află la altitudinea de 303 m deasupra n.m., se întinde pe o suprafață de 11,89 km2 și în 2017 număra 177 de locuitori.

## Istoric
Localitatea Nižná Jablonka este atestată documentar din 1436.

## Demografie
| An:                | 1994 | 2004   | 2014   | 2024    |
| ------------------ | ---- | ------ | ------ | ------- |
| Număr de persoane: | 183  | 177    | 186    | 138     |
| Diferență:         |      | −3,27% | +5,08% | −25,80% |

| An:                | 2023 | 2024   |
| ------------------ | ---- | ------ |
| Număr de persoane: | 136  | 138    |
| Diferență:         |      | +1,47% |